# La Poly Normande 2010
La Poly Normande 2010, trentesima edizione della corsa e valida come evento dell'UCI Europe Tour 2010 categoria 1.1, si svolse il 1º agosto 2010 su un percorso totale di 157 km. Fu vinta dal belga Andy Cappelle che terminò la gara in 3h40'49", alla media di 42,66 km/h.
Al traguardo 88 ciclisti portarono a termine il percorso.

## Ordine d'arrivo (Top 10)
| Pos. | Corridore         | Squadra       | Tempo    |
| ---- | ----------------- | ------------- | -------- |
| 1    | Andy Cappelle     | Verandas Wil. | 3h40'49" |
| 2    | Jérémie Galland   | Saur-Sojasun  | a 3"     |
| 3    | Romain Hardy      | Bretagne      | s.t.     |
| 4    | Lloyd Mondory     | AG2R La Mon.  | s.t.     |
| 5    | Sébastien Minard  | Cofidis       | a 9"     |
| 6    | Benoît Vaugrenard | FDJ           | s.t.     |
| 7    | Sébastien Duret   | Bretagne      | a 29"    |
| 8    | Julien Bérard     | AG2R La Mon.  | a 1'58"  |
| 9    | Stéphane Augé     | Cofidis       | s.t.     |
| 10   | Gregory Habeaux   | Verandas Wil. | a 2'00"  |